# Cecil (Wisconsin)
Cecil é uma vila localizada no estado norte-americano de Wisconsin, no Condado de Shawano.

## Demografia
Segundo o censo norte-americano de 2000, a sua população era de 466 habitantes.
Em 2006, foi estimada uma população de 537, um aumento de 71 (15.2%).

## Geografia
De acordo com o United States Census Bureau tem uma área de 3,7 km², dos quais 3,6 km² cobertos por terra e 0,1 km² cobertos por água. Cecil localiza-se a aproximadamente 246 m acima do nível do mar.

## Localidades na vizinhança
O diagrama seguinte representa as localidades num raio de 16 km ao redor de Cecil.